# عائلة آدامز

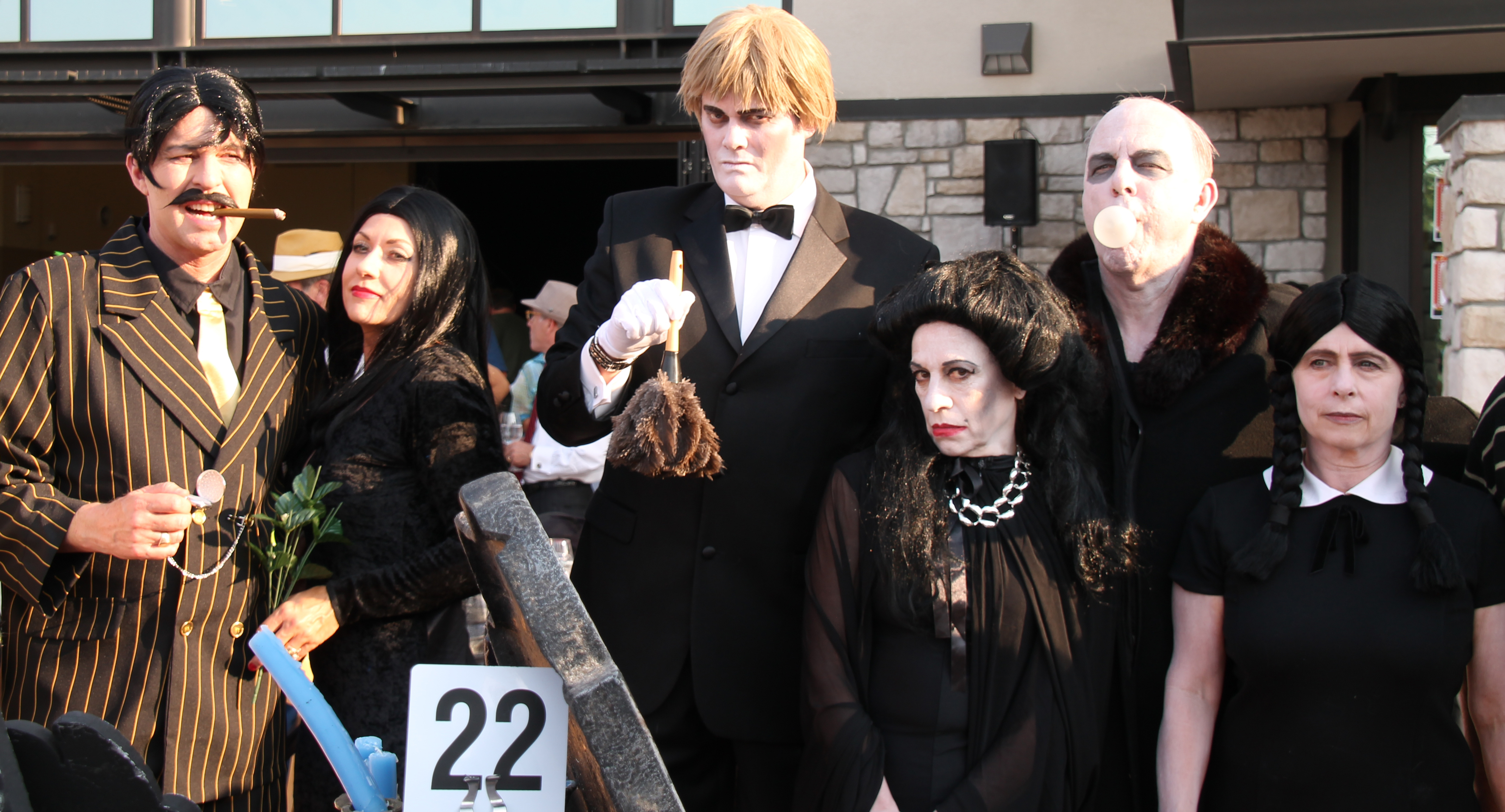
عائلة آدامز في أحد المهرجانات السينمائية عام 2015.

عائلة آدامز (بالإنجليزية: The Adams Family) هي عائلة خيالية صممها الرسام الكرتوني الأمريكي تشارلز آدامز وظهرت في وسائل الاعلام لأول مرة عام 1938.

## روابط خارجية
- موقع مؤسسة آدامز